# Penny McCoy
Pour les articles homonymes, voir McCoy.
Penny McCoy, née le 9 octobre 1949, est une skieuse alpine américaine originaire de Mammoth Mountain.

## Palmarès

### Championnats du monde
| Épreuve / Édition      | Descente | Slalom géant | Slalom | Combiné |
| Mondiaux 1966 Portillo | —        | Non partante | Bronze | —       |

### Coupe du monde
- Meilleur résultat au classement général : 13e en 1967

#### Saison par saison
- Coupe du monde 1967 :
  - Classement général : 139e
- Coupe du monde 1968 :
  - Classement général : 49e